# Клане в Марцабото
Клането в Марцабото е военно престъпление извършено през Втората световна война в малкото италианско село Марцабото, в близкото село Грицана Моранди, Монцуно и в района на масива Монте Соле, част от Апенините, провинция Болоня. Това е най-голямото клане срещу цивилни извършено в Италия и Западна Европа.
Между 29 септември и 5 октомври 1944 г., в отговор на оказваната поддръжка на партизаните и съпротивителното движение, войници от 16-а СС танково-гренадирска дивизия Райхсфюрер-СС, водена от щурмбанфюрер Валтер Редер убиват няколкостотин цивилни на територията на селищата Марцабото, Монцуно и Грицана Моранди. Има неяснота относно броя на жертвите: някои източници съобщават до 1830 убити, други ги оценяват на 955. Фондацията Училище за мира „Монте Соле“ обявява 770 жертви на клането. Този брой е доста близък до официалния доклад написан от Валтер Редер съобщаващ за 728 екзекуции на бандити. Сред жертвите 45 са под 2 години, 110 под 10 години, 95 под 16 години, 142 са над 60 години, 316 за жени, а 5 са свещеници.
През януари 2007 г. десет бивши членове на СС, от седемнайсет заподозрени, са признати за виновни в отсъствие от италиански военен трибунал в северноиталианския град Ла Специя и са осъдени на доживотен затвор. Италианските медии съобщават, че осъдените трябва да платят около 100 милиона евро на оцелелите и роднините на жертвите. Останалите седем са оправдани.

## Факти
Клането в Марцабото или по-правилно клането в Монте Соле е набор от кланета, извършени от нацистко-фашистките войски в Италия между 29 септември и 5 октомври 1944 г., на територията на общините Марцабото, Грицана Моранди и Монцуно, които включват склоновете на Монте Соле в провинция Болоня. Жертвите според данни от регистрите са 1830. През 1994 г. Регионалният комитет за почитане жертвите от Марцабото установява 1676 доказани случаи на убити хора от ръцете на нацистите.
В района около Монте Соле действа успешно партизанската бригада Стела Роса, извършвайки атаки по пътищата и железопътните линии, които снабдяват фронта. Още през май 1944 г. германската армия се опитва да атакува бригадата, но е отблъсната, както и в следващите случаи през лятото. Затова фелдмаршал Алберт Кеселринг решава да нанесе тежък удар на тази организация, като безразборно унищожи цивилни и изравни със земята околните градове. Марцабото вече е претърпял репресии преди, но никога толкова сериозни, колкото през есента на 1944 г.
След клането в Санта Ана ди Стацема, извършено на 12 август 1944 г., започва това, което е запомнено като "марша на смъртта", който пресича Версилия и Луниджиана и достига района на Болонезе. Целта е да се създаде "изгорена земя" около партизанските формирования чрез унищожаване на населението, което ги подкрепя.
Сутринта на 29 септември, преди да се придвижат за да атакуват партизаните, четири формирования на нацистки войски, включващи войници от СС и Вермахта, обграждат обширна зона между долините на Сета и Рено, като използват тежко въоръжение. „Така – спомня си болонският писател Федерико Зарди – към селата Панико, Вадо, Куерсия, Гризана, Пиопе ди Салваро и покрайнините, войските се придвижиха, за да атакуват домовете, фермите, училищата и оставиха след себе си опожарена земя".
В селцето Казалия ди Монте Соле ужасеното население намира убежище в църквата Санта Мария Асунта, събирайки се за молитва. Германците нахлуват, убиват свещеника дон Убалдо Марчиони и трима възрастни хора с картечен огън, обвинявайки ги за това, че са изпълнили заповедта да напуснат твърде бавно. Останалите хора, събрани в гробището, са разстреляни с картечници: 197 жертви, от 29 различни семейства, включително 52 деца. 
Това е само началото на клането: всяка местност, всяко селце, всяка селска къща е претърсена от нацистки войници и никой не е пощаден. В селцето Капрара те убиват 107 души, включително 24 деца. Недалеч от Капрара германците набелязват няколко селски къщи, откъдето събират 282 души, включително 58 деца и две монахини, убити с картечници. В селцето Черпиано други 49 души, включително 24 жени и 19 деца, имат същата съдба. От клането се спасяват само учителка и две деца. Други 103 души са убити от немците по пътя за махала Крева. В последната са убити 81 души, включително двама свещеници. Насилието при клането е съвсем необичайно: някои деца са хвърляни живи в пламъците, новородени в ръцете на майките им са обезглавени, а в края на зимата обезглавеното тяло на енорийския свещеник Джовани Форнасини е открито под снега.
Между 29 септември и 5 октомври 1944 г., след шест дни на насилие, броят на цивилните жертви е ужасяващ: около 770 смъртни случая. Слуховете, които веднага започват да циркулират, свързани с клането, са отречени от фашистките власти в района и от местната преса (Il Resto del Carlino) като клевета. Но след Освобождението бавно започват да се очертават мащабите на клането.

## Съдебни процеси в Италия
Участието на фашистите в клането вече е разгласено от малцината оцелели и още през 1946 г. пред съда в Бреша са изправени Лоренцо Мингарди и Джовани Куадри, (първият командващ фашията на Марзабото, както и комисар на префектурата по време на касапницата), за сътрудничество, убийство, пожар и опустошение. Мингарди получава смъртна присъда, която по-късно е променена на доживотен затвор. Вторият получава 30 години, след това намалени на десет години и осем месеца. Впоследствие и двамата са освободени по амнистия.
Фелдмаршал Алберт Кеселринг, заловен от съюзниците през май 1945 г., е съден за военни престъпления от британски военен трибунал. Процесът, проведен във Венеция от февруари до май 1947 г., завършва със смъртна присъда за военни престъпления чрез разстрел. Тя не е изпълнена поради намесата на британското правителство.
Кеселринг получава две обвинения:
```
   първото обвинение за клането във Фосе Ардеатине
   второто обвинение е, че той подбужда и нарежда на силите под негово командване да убиват италиански цивилни като отмъщение, вследствие на което много италиански цивилни са убити. По заповед на Кеселринг, повече от двадесет особено брутални екзекуции са извършени от германски войници, жертви на които също са жени и деца. Те се случват през 1944 г., включително клането в Санта Ана ди Стазема и това на Марзабото.
```

Валтер Редер е екстрадиран в Италия през май 1948 г. През 1951 г. е осъден на доживотен затвор. На 14 юли 1980 г. военният съд в Бари го освобождава условно, но добавя 5-годишен период на задържане в затвора, „запазвайки възможността правителството да предприеме мерки в полза на затворника“. На 23 януари 1985 г. министър-председателят Бетино Кракси решава да освободи Редер предсрочно. Австрийското и германското правителство се намесват в негова полза по това време. Умира във Виена през 1991 г.
През 2006 г. започва процесът срещу 17 обвиняеми, всичките офицери и подофицери от 16-та SS-панцергренадирска дивизия „Райхсфюрер-SS“. Разследването се проведе благодарение на откриването през 1994 г. на 695 следствени досиета в централата на Военно-апелативния съд в Рим. Тези досиета са маркирани с печата на „временния архив“ от 1960 г. и скрити в шкаф с лице към стената в така нареченият „кабинет на срама“, който остава затворен до откриването му през 1994 г. Те съдържат данни, свързани с множество служители на SS, отговорни за военни престъпления от 8 септември 1943 г. до 25 април 1945 г.
На 13 януари 2007 г. Военният съд на Ла Специя осъди десет обвиняеми на доживотен затвор за клането в Монте Соле, като ги призна за виновни за множество престъпления и убийства. Всички задочно осъдени са:
```
   Паул Алберс, старши помощник на Валтер Редер;
   Йозеф Бауман, командир на взвод сержант;
   Хуберт Бихлер, SS офицер;
   Макс Ройтмайер, сержант;
   Адолф Шнайдер;
   Макс Шнайдер, сержант;
   Курт Шпилер, войник.
   Хайнц Фриц Трегер, сержант;
   Георг Вахе, сержант;
   Хелмут Вулф, сержант;
```

На 7 май 2008 г. Военно-апелативният съд в Рим потвърди доживотните присъди от първоинстанционния съд и осъди Вилхелм Кустерер, който беше оправдан на първа инстанция на същата присъда. Процесът завършва със смъртта на Пол Алберс, единственият, който е обжалвал пред Касационния съд.

## Документални и игрални филми
"Процесът за Монте Соле" 62 години по-късно е документален филм, режисиран от Джермано Мациони, който описва съдебния процес, свързан с клането. Филмът е показан на филмовия фестивал във Венеция.
Видеодокументалният филм What we have pass - Memories of Monte Sole, режисиран от Марциа Джили и Мария Чиара Патуели, събира интервюта с оцелели и партизани, преживели тези моменти.
"Децата на '44" е документален филм, режисиран и продуциран от Ромео Маркони и Рикардо Де Анджелис през 2014 г. Чрез свидетелствата на оцелели се проследява клането, извършено от 16-та SS дивизия на майор Валтер Редер. Документалният филм участва във финалната фаза на 20-ото издание на филмовия фестивал във Валсуза в раздела Fare memoria.
През 2009 г. по кината излиза "The Man Who Will Come", режисиран от Джорджо Дирити, който се позовава на събитията от Монте Соле.

## Филмотека
"Фортини/Кани" (1976), документален филм от Даниел Хюлет и Жан-Мари Щрауб
"През какво сме минали. Спомени за Монте Соле (2007)", документален филм от Марция Джили, Мария Киара Патуели и "Comunicattive" (редактиран от Scuola di pace di Monte Sole)
"The State of Exception" (2008), документален филм на Джермано Мациони
"Човекът, който ще дойде" (2009), филм на Джорджо Дирити, представен на филмовия фестивал в Рим.

## Дискография
```
  "Монтесоле", песен (2001) от рок групата Per Grazia Ricevuta, съдържаща се в албума със същото име.
  "Тишината на Монте Соле", песен (2015) от Джорджо Кордини с участието на Алесандро Сиполо.
  "Le Querce di Monte Sole", произведение (2017) от Алесандро Колпани и Франческо Брианци, базирано на текст, взет от едноименната поема на Лучано Герарди.
```